# Hemigrammus neptunus
Hemigrammus neptunus är en fiskart som beskrevs av Axel Zarske och Jacques Géry 2002. Hemigrammus neptunus ingår i släktet Hemigrammus och familjen Characidae. Inga underarter finns listade i Catalogue of Life.